# Ernst Ahl
Christoph Gustav Ernst Ahl (Berlin, 1898. szeptember 1. – Jugoszlávia, 1945. február 14.) német zoológus. 1921-től 1941-ig a berlini Természettudományi Múzeum ichthiológiai és herpetológiai osztályának igazgatója volt. 1927-től 1934-ig a Das Aquarium című folyóirat főszerkesztője volt. Az elsők között tanulmányozta és határozta meg a szakállasagáma (Pogona) nemet. Tudományos fokozatát 1921-ben szerezte meg a berlini Friedrich Wilhelm Egyetemen (ma Humboldt Egyetem) Zur Kenntnis der Knochenfischfamilie Chaetodontidae insbesondere der Unterfamilie Chaetodontinae című munkájával. Zoológiai szakmunkákban nevének rövidítése: „Ahl”.
Aktív tagja volt a Nemzetiszocialista Német Munkáspártnak. 1939. augusztus 27-én behívót kapott a Wehrmachtba, a lengyelországi harcok során megsebesült. Felépülése után először Észak-Afrikába, majd később Jugoszláviába vezényelték. Jugoszláv partizánok végezték ki.   

## Emlékezete
Ahl nevét két gyíkfaj őrzi. az Anolis ahli és az Emoia ahli.